# Šola za rezervne pehotne častnike Jugoslovanske ljudske armade
Šola za rezervne pehotne častnike JLA (srbohrvaško: Šola za rezervne pešadijske oficire JNA) je bila specialistična vojaška šola za rezervne častnike Jugoslovanske ljudske armade.
Kandidati so morali imeti opravljenih najmanj 6 razredov gimnazije. Od leta 1973 so pri sprejemu upoštevali še: potrebe JLA, moralno-politično kvaliteto, narodnostno zastopanost, šolske izkušnje,...
Teoretično šolanje je sprva trajalo devet mesecev, nakar pa so stažirali še nadaljnje tri mesece v enotah. Leta 1956 so izenačili teoretično in praktično šolanje na šest mesecev. 